# Varick Street
Varick Street (en inglés: Calle Varick) es una calle que va de norte a sur principalmente en el barrio de Hudson Square del bajo Manhattan en Nueva York, Estados Unidos. El extremo norte de la vía está en la West Village, donde la vía continúa como la Séptima Avenida luego de Clarkson Street. Su recorrido hacia el sur se da a través de Hudson Square y TriBeCa hasta Leonard Street, donde se fusiona con West Broadway. El tráfico automotor es de un solo sentido al sur. Importantes vías de orientación este-oeste cruzan esta calle incluyendo a Houston y Canal. Acercándose a Broome Street, los dos carriles de la derecha son reservados para el tráfico que va rumbo al Túnel Holland, donde se generan embotellamientos en las horas punta.

## Historia
Varick Street está nombrada en honor a Richard Varick, un abogado de los inicios del estado de Nueva York y alcalde de la ciudad entre 1789 a 1801, que fue propietario de terrenos en esa área.
Varick Street fue ensanchada durante la extensión hacia el sur de la Séptima Avenida en 1917. Varios edificios antiguos fueron derruidos durante ese proyecto, incluyendo la capilla de San Juan, lo que permitió la construcción de la línea de la Séptima Avenida y abrió una nueva ruta vehicular entre Midtown y el bajo Manhattan.
La ruta de bus M20 recorre toda la vía. Adicionalmente, la ruta transversal M21 que recorre todo el ancho de la isla, cruza Varick Street a la altura de Houston Street en dirección oeste y en Spring Street en dirección este. Las estaciones del metro Houston Street, Canal Street, y Franklin Street de la Línea de la Séptima Avenida-Broadway (sirve los trenes 1, 2 y 3) se ubican debajo de Varick Street.
En 1853, Heinrich Englehard Steinweg (conocido luego como Henry E. Steinway) fundó la primera fábrica americana Steinway & Sons en un loft a la espalda del 85 Varick Street.